# Campeonato Brasileiro Série A 1993
In 1993 werd de 37ste editie van het Campeonato Brasileiro Série A gespeeld, de hoogste voetbalcompetitie in Brazilië. De competitie werd gespeeld van 4 september tot 19 december. Palmeiras werd landskampioen.

## Format
Er namen 32 teams deel aan het kampioenschap, die verdeeld werden over vier groepen van acht clubs. De top drie van groep A en B kwalificeerde zich voor de tweede fase. Uit groep C en D plaatsten de twee eersten zich voor de play-off die nog twee deelnemers bepaalde voor de tweede fase, de laatste vier van deze twee groepen degradeerden. In de tweede fase werden de acht overblijvers over twee groepen van vier verdeeld en de groepswinnaars bekampten elkaar in de finale om de titel. 

## Eerste fase

### Groep A
| Plaats | Club          | Wed. | W  | G | V  | Saldo | Ptn. |
| ------ | ------------- | ---- | -- | - | -- | ----- | ---- |
| 1.     | Corinthians   | 14   | 10 | 4 | 0  | 27:8  | 24   |
| 2.     | São Paulo     | 14   | 5  | 7 | 2  | 19:12 | 17   |
| 3.     | Flamengo      | 14   | 6  | 4 | 4  | 17:16 | 16   |
| 4.     | Cruzeiro      | 14   | 6  | 2 | 6  | 22:15 | 14   |
| 5.     | Internacional | 14   | 5  | 4 | 5  | 17:20 | 14   |
| 6.     | Bragantino    | 14   | 2  | 9 | 3  | 18:16 | 13   |
| 7.     | Bahia         | 14   | 2  | 4 | 8  | 10:29 | 8    |
| 8.     | Botafogo      | 14   | 2  | 2 | 10 | 7:21  | 6    |

|  | Geplaatst voor tweede fase |

### Groep B
| Plaats | Club             | Wed. | W  | G | V  | Saldo | Ptn. |
| ------ | ---------------- | ---- | -- | - | -- | ----- | ---- |
| 1.     | Palmeiras        | 14   | 10 | 2 | 2  | 27:14 | 22   |
| 2.     | Santos           | 14   | 8  | 4 | 2  | 24:14 | 20   |
| 3.     | Guarani          | 14   | 7  | 5 | 2  | 21:13 | 19   |
| 4.     | Grêmio           | 14   | 6  | 3 | 5  | 20:17 | 15   |
| 5.     | Vasco da Gama    | 14   | 5  | 3 | 6  | 19:20 | 13   |
| 6.     | Sport do Recife  | 14   | 4  | 3 | 7  | 10:21 | 11   |
| 7.     | Fluminense       | 14   | 3  | 2 | 9  | 18:26 | 8    |
| 8.     | Atlético Mineiro | 14   | 1  | 2 | 11 | 7:21  | 4    |

|  | Geplaatst voor tweede fase |

### Groep C
| Plaats | Club       | Wed. | W | G | V | Saldo | Ptn. |
| ------ | ---------- | ---- | - | - | - | ----- | ---- |
| 1.     | Vitória    | 14   | 9 | 2 | 3 | 27:14 | 20   |
| 2.     | Remo       | 14   | 8 | 1 | 5 | 28:17 | 17   |
| 3.     | Paysandu   | 14   | 6 | 5 | 3 | 15:13 | 17   |
| 4.     | Náutico    | 14   | 5 | 4 | 5 | 14:18 | 14   |
| 5.     | Ceará      | 14   | 6 | 1 | 7 | 16:19 | 13   |
| 6.     | Santa Cruz | 14   | 5 | 2 | 7 | 20:17 | 12   |
| 7.     | Goiás      | 14   | 2 | 6 | 6 | 12:22 | 10   |
| 8.     | Fortaleza  | 14   | 2 | 5 | 7 | 11:23 | 9    |

|  | Geplaatst voor Play-off |
|  | Degradatie              |

### Groep D
| Plaats | Club                   | Wed. | W | G | V | Saldo | Ptn. |
| ------ | ---------------------- | ---- | - | - | - | ----- | ---- |
| 1.     | Portuguesa             | 14   | 7 | 3 | 4 | 23:16 | 17   |
| 2.     | Paraná                 | 14   | 6 | 5 | 3 | 17:11 | 17   |
| 3.     | União São João         | 14   | 6 | 4 | 4 | 21:11 | 16   |
| 4.     | Criciúma               | 14   | 6 | 3 | 5 | 18:20 | 15   |
| 5.     | América Mineiro        | 14   | 4 | 6 | 4 | 18:18 | 14   |
| 6.     | Coritiba               | 14   | 3 | 7 | 4 | 10:15 | 13   |
| 7.     | Atlético Paranaense    | 14   | 3 | 6 | 5 | 14:16 | 12   |
| 8.     | Desportiva Ferroviária | 14   | 1 | 6 | 7 | 9:23  | 8    |

|  | Geplaatst voor Play-off |
|  | Degradatie              |

### Play-off groep C & D
In geval van gelijkspel ging de club met het beste resultaat in de competitie door.
| Team #1 | Tot.  | Team #2    | 1ste wed | 2de wed |
| ------- | ----- | ---------- | -------- | ------- |
| Paraná  | 1 - 1 | Vitória    | 1 - 1    | 0 - 0   |
| Remo    | 5 - 4 | Portuguesa | 5 - 2    | 0 - 2   |

## Tweede fase

### Groep A
| Plaats | Club        | Wed. | W | G | V | Saldo | Ptn. |
| ------ | ----------- | ---- | - | - | - | ----- | ---- |
| 1.     | Vitória     | 6    | 2 | 4 | 0 | 11:9  | 8    |
| 2.     | Corinthians | 6    | 2 | 3 | 1 | 11:10 | 7    |
| 3.     | Santos      | 6    | 1 | 3 | 2 | 11:12 | 5    |
| 4.     | Flamengo    | 6    | 0 | 4 | 2 | 6:8   | 4    |

|  | Finale |

### Groep B
| Plaats | Club      | Wed. | W | G | V | Saldo | Ptn. |
| ------ | --------- | ---- | - | - | - | ----- | ---- |
| 1.     | Palmeiras | 6    | 4 | 2 | 0 | 10:3  | 10   |
| 2.     | São Paulo | 6    | 4 | 1 | 1 | 8:5   | 9    |
| 3.     | Guarani   | 6    | 1 | 1 | 4 | 12:12 | 3    |
| 4.     | Remo      | 6    | 0 | 2 | 4 | 4:14  | 2    |

|  | Finale |

## Finale
|                  |         |             |           |                                                   |
| 12 december Heen | Vitória | 0 – 1       | Palmeiras | Estádio Fonte Nova, Salvador Toeschouwers: 77.772 |
| 12 december Heen |         | 77' Edílson |           | Estádio Fonte Nova, Salvador Toeschouwers: 77.772 |

|                   |                      |       |         |                                                    |
| 19 december Terug | Palmeiras            | 2 – 0 | Vitória | Estádio do Morumbi, São Paulo Toeschouwers: 88.644 |
| 19 december Terug | Evair 4' Edmundo 23' |       |         | Estádio do Morumbi, São Paulo Toeschouwers: 88.644 |

### Kampioen
| Campeonato Brasileiro Série A de 1993 |
| São Paulo                             |
| ------------------------------------- |
| PALMEIRAS Kampioen (7° titel)         |